# Pilotrichella pulchella
Pilotrichella pulchella är en bladmossart som beskrevs av W. P. Schimper och Bescherelle 1872. Pilotrichella pulchella ingår i släktet Pilotrichella och familjen Meteoriaceae. Inga underarter finns listade i Catalogue of Life.